# Harrison County (Mississippi)
Das Harrison County ist ein County im US-Bundesstaat Mississippi. Das U.S. Census Bureau hat bei der Volkszählung 2020 eine Einwohnerzahl von 208.621 ermittelt.
Die Verwaltungssitze (County Seats) sind Gulfport, das nach seiner Lage am Golf von Mexiko benannt wurde, und Biloxi. Es gehört zu den zehn Countys in Mississippi, die zwei County-Verwaltungen haben.

## Geographie
Das County liegt im Süden von Mississippi am Golf von Mexiko und hat eine Fläche von 2528 Quadratkilometern, wovon 1023 Quadratkilometer Wasserfläche sind. Es grenzt an folgende Countys:
| Pearl River County | Stone County |                |
| Hancock County     |              | Jackson County |
|                    |              |                |

## Geschichte

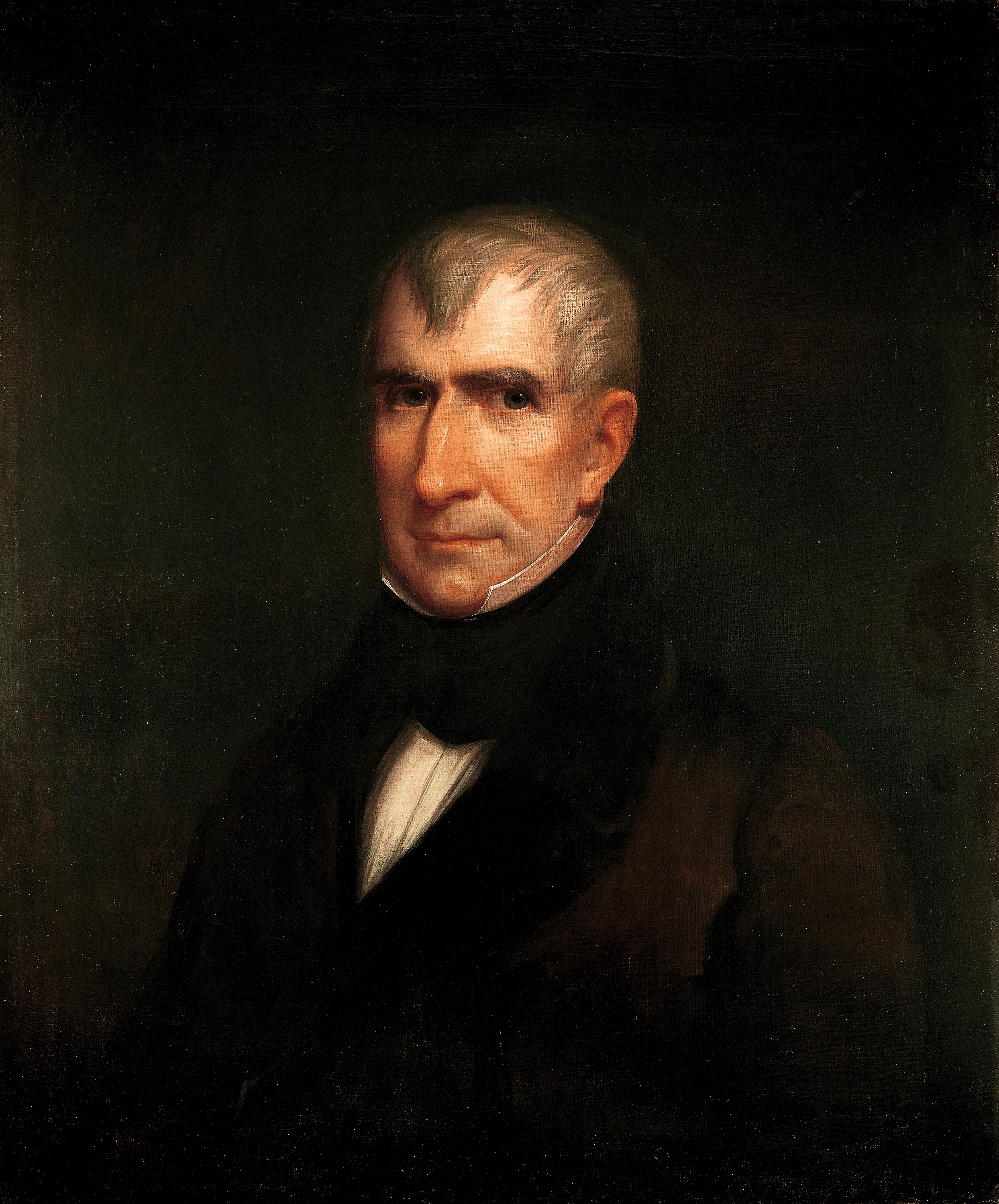
W. H. Harrison

Das Harrison County wurde am 5. Februar 1841 aus Teilen des Hancock County und des Jackson County gebildet. Benannt wurde es nach William Henry Harrison (1773–1841), dem neunten Präsidenten der Vereinigten Staaten.

Ein Ort hat den Status einer National Historic Landmark, das letzte Wohnhaus von Jefferson Davis, Beauvoir. 40 Bauwerke und Stätten des Countys sind insgesamt im National Register of Historic Places eingetragen (Stand 1. Februar 2018).

## Demografische Daten

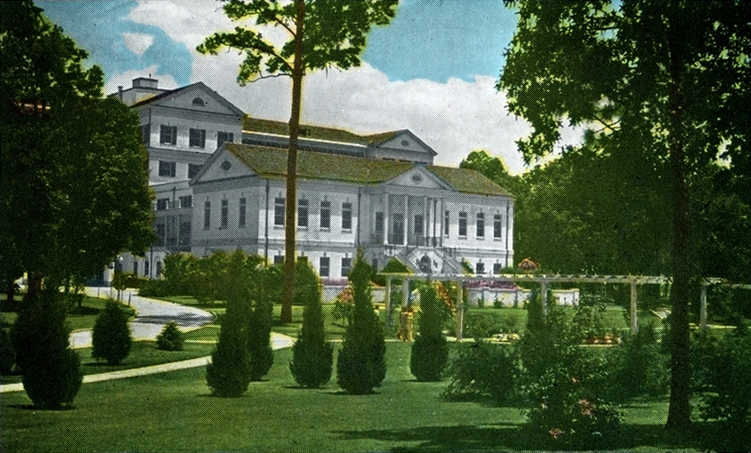
Biloxi Veterans Administration Medical Center, gelistet im NRHP

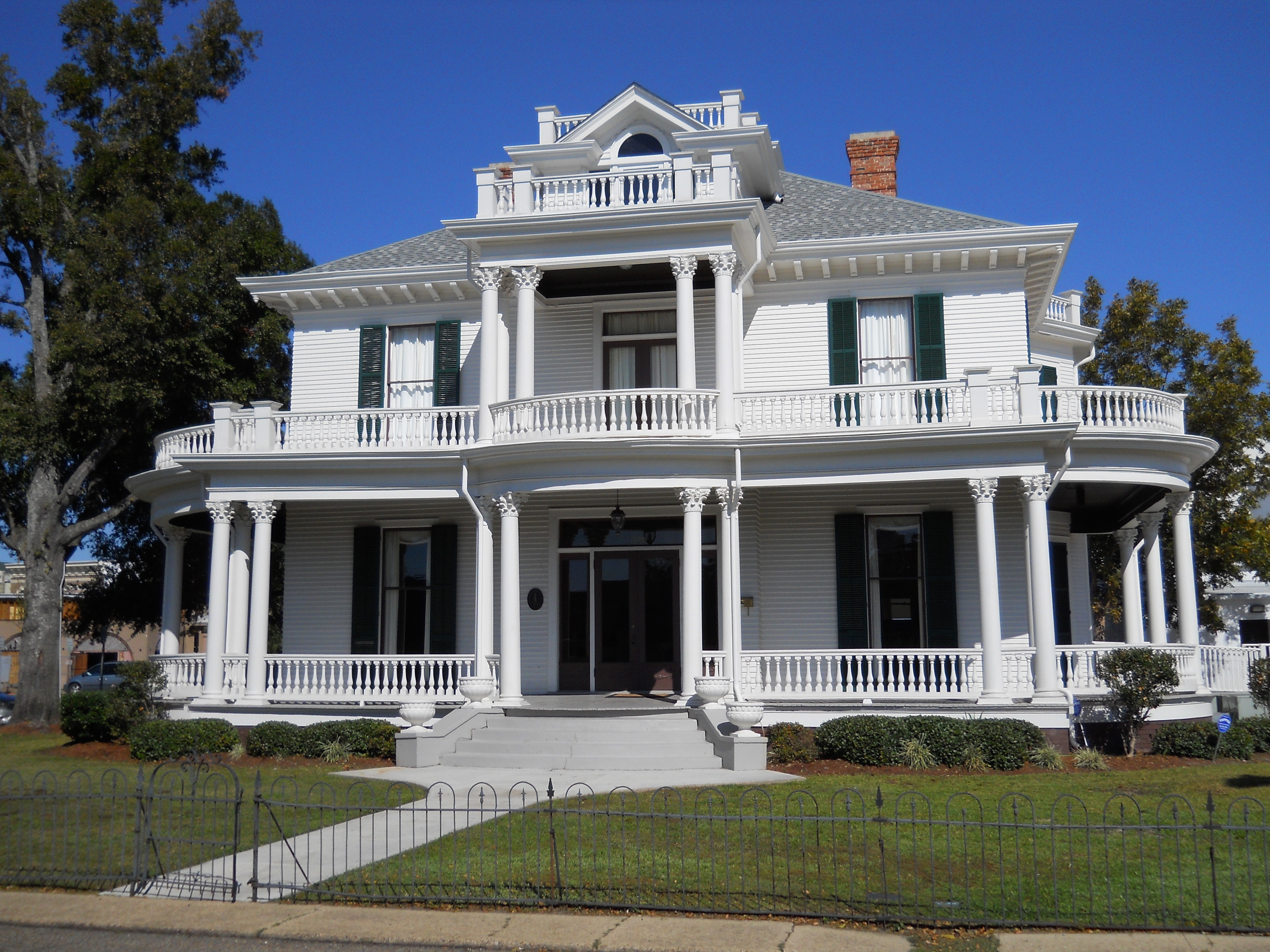
Redding House, gelistet im NRHP

Nach der Volkszählung im Jahr 2000 lebten im Harrison County 189.601 Menschen in 71.538 Haushalten und 48.574 Familien. Die Bevölkerungsdichte betrug 126 Personen pro Quadratkilometer. Ethnisch betrachtet setzte sich die Bevölkerung zusammen aus 73,15 Prozent Weißen, 21,09 Prozent Afroamerikanern, 0,45 Prozent amerikanischen Ureinwohnern, 2,60 Prozent Asiaten, 0,09 Prozent Bewohnern aus dem pazifischen Inselraum und 0,90 Prozent aus anderen ethnischen Gruppen; 1,72 Prozent stammten von zwei oder mehr Ethnien ab. 2,59 Prozent der Bevölkerung waren spanischer oder lateinamerikanischer Abstammung, die verschiedenen der genannten Gruppen angehörten.
Von den 71.538 Haushalten hatten 33,5 Prozent Kinder unter 18 Jahren, die mit ihnen lebten. 48,1 Prozent waren verheiratete, zusammenlebende Paare, 15,1 Prozent waren allein erziehende Mütter und 32,1 Prozent waren keine Familien. 25,8 Prozent aller Haushalte waren Singlehaushalte und in 8,3 Prozent lebten Menschen im Alter von 65 Jahren oder darüber. Die durchschnittliche Haushaltsgröße lag bei 2,55 und die durchschnittliche Familiengröße bei 3,07 Personen.
26,0 Prozent der Bevölkerung war unter 18 Jahre alt, 11,1 Prozent zwischen 18 und 24, 30,5 Prozent zwischen 25 und 44, 21,2 Prozent zwischen 45 und 64 Jahre alt und 11,1 Prozent waren 65 Jahre oder älter. Das Durchschnittsalter betrug 34 Jahre. Auf 100 weibliche kamen statistisch 99,1 männliche Personen und auf 100 Frauen im Alter von 18 Jahren oder darüber kamen 97,5 Männer.

Das durchschnittliche Einkommen eines Haushaltes betrug 35.624 USD, das einer Familie 41.445 US-Dollar. Bei Männern lag das durchschnittliche Einkommen bei 29.867 US-Dollar gegenüber 22.030 US-Dollar bei Frauen. Das Prokopfeinkommen lag bei 18.024 US-Dollar. Etwa 11,6 Prozent der Familien und 14,6 Prozent der Bevölkerung lebten unterhalb der Armutsgrenze.

## Städte und Gemeinden
Citys
1. Biloxi
2. D’Iberville
3. Gulfport
4. Long Beach
5. Pass Christian

Census-designated places
1. Lyman
2. Saucier